# 피체리아

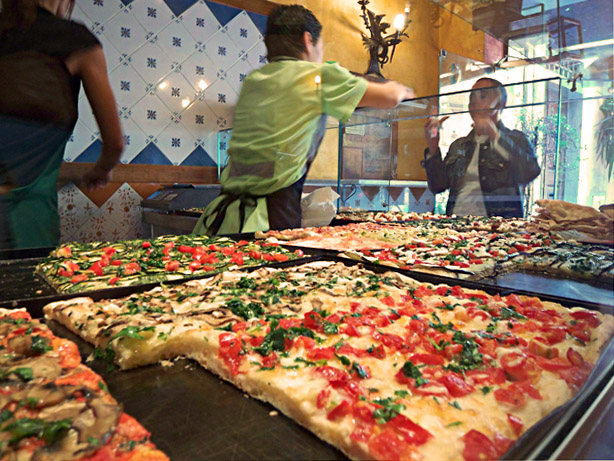
로마의 피체리아

피체리아(이탈리아어: pizzeria)는 주로 피자를 전문으로 제공하는 이탈리아 요리점이다. 기본적으로 피자 장인이 피자를 굽고, 남자 장인은 피촐로 (Pizzaiolo), 여성의 경우는 피촐라 (Pizzaiola)라고 한다.
2001년 발표한 메트로지의 조사에 따르면  이탈리아에 있는 45,000개의 피체리아 중 71.4%가 옛날 그대로 모습으로 영업하고 있다고 한다.